# Lerums församling
Lerums församling är en församling i Mölndals och Partille kontrakt i Göteborgs stift. Församlingen ligger i Lerums kommun i Västra Götalands län (Västergötland) och utgör et eget pastorat.

## Administrativ historik
Församlingen har medeltida ursprung. 
Församlingen var till 1 maj 1924 annexförsamling i pastoratet (Stora) Lundby, Skallsjö och Lerum som även omfattade Angereds församling och Bergums församling till slutet av 1500-talet och från 1694 till 27 oktober 1865. Från 1 maj 1924 utgör församlingen ett eget pastorat.

## Kyrkobyggnader
- Aspenkyrkan
- Aspenäs kyrka
- Lerums kyrka